# فرناندوی سوم، پادشاه کاستیا
فرناندوی سوم (اسپانیایی: Fernando‎ ; ۱۱۹۹/۱۲۰۱ - ۳۰ مه ۱۲۵۲، به نام سنت (ال سانتو)، پادشاه کاستیا از سال ۱۲۱۷ و پادشاه لئون از ۱۲۳۰ و همچنین پادشاه گالیسیا از سال ۱۲۳۱ بود.  او پسر آلفونسوی نهم، پادشاه لئون و برنگاریا، ملکه کاستیا بود. از طریق ازدواج دوم خود او کنت اومال (Count of Aumale) نیز بود. فرناندوی سوم یکی از موفق‌ترین پادشاهان کاستیا بود که نه تنها اتحاد دائمی تاج‌های کاستیا و لئون را تضمین کرد، بلکه طراح گسترده‌ترین لشکرکشی برای گسترش قلمرو به سمت سرزمین‌های جنوب بود که در دره گوادالکیویر بوده و تا آن زمان حکومت اسلامی در پی کاهش حضور خلافت موحدون در شبه‌جزیره ایبریا در آشفتگی بود.
با تلاش‌های نظامی و دیپلماتیک، فرناندو با ضمیمه کردن دره رودخانه گوادالکیبیر در جنوب شبه‌جزیره ایبریا، سلطه‌های کاستیا را تا حد زیادی گسترش داد و مرزهای پادشاهی کاستیا را برای دو قرن آینده سازمان‌دهی کرد. قلمروهای جدید شامل شهرهای مهمی مانند بائزا، اوبدا، جائن، کوردوبا یا سویل بودند که موضوع «Repartimiento» بودند، با منشور کلی جدید و در سال‌های بعد دوباره با سکنه و آباد شدند.
فرناندو در سال ۱۶۷۱ توسط پاپ کلمنت دهم به عنوان قدیس شناخته شد. مکان‌هایی مانند شهرهای سان فرناندو، پامپانگا و سن فرناندو، لایونیون و کلیسای سن فرناندو د دیلائو در پاکو مانیل در فیلیپین؛ و در ایالات متحده، در کالیفرنیا، شهر سن فرناندو، دره سن فرناندو، و در تگزاس، کلیسای جامع سن فرناندو در سن آنتونیو همه به افتخار او نامگذاری شدند.

## اوایل زندگی
تاریخ دقیق تولد فرناندو نامشخص است. پیشنهاد شده‌است که در سال ۱۱۹۹ یا ۱۱۹۸ باشد، اگرچه محققان جدیدتر معمولاً تاریخ تولد فرناندو را در تابستان ۱۲۰۱ می‌دانند ، فرناندو در صومعه‌ای در والپارایسو (Valparaíso) به دنیا آمد در محلی که اکنون استان زامورا نامیده می‌شود.
فرناندو به عنوان پسر آلفونسوی نهم، پادشاه لئون و همسر دومش برنگاریا از کاستیا (Berengaria of Castile) از هر دو طرف آلفونسوی هفتم، پادشاه لئون و کاستیا دارای‌تبار بود. پدربزرگ پدری او فرناندوی دوم، پادشاه لئون و پدربزرگ مادری‌اش سانچو سوم، پادشاه کاستیا پسران آلفونسوی هفتم بودند که پادشاهی او بین آنها تقسیم شد. فرناندو اجداد سلطنتی دیگری از مادربزرگ پدری‌اش اوراکا از پرتغال و مادربزرگ مادری‌اش الینورِ انگلستان، ملکه کاستیا دختر هنری دوم، پادشاه انگلستان و الینور، دوشس آکیتن داشت. 

## مرگ

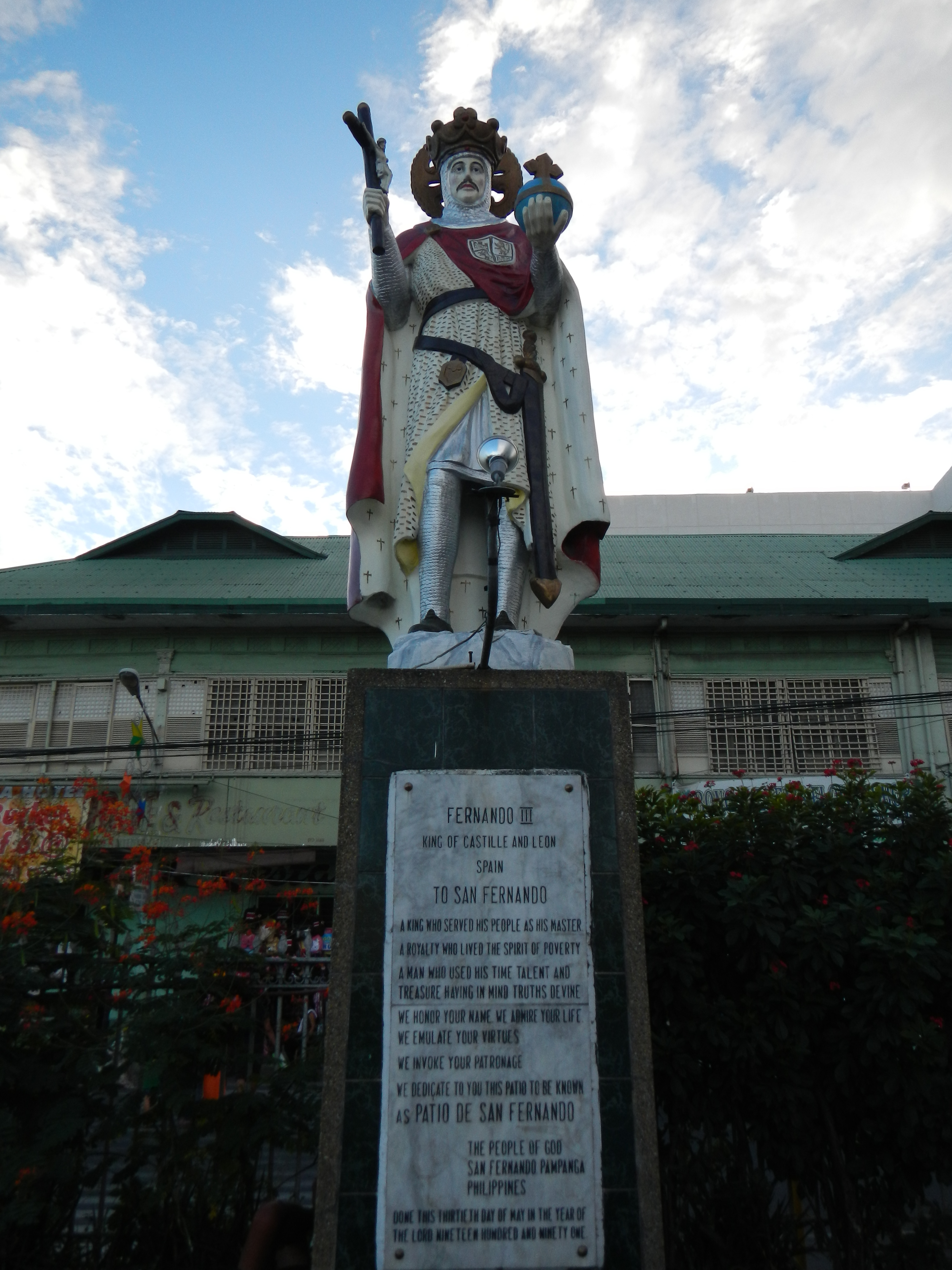
مجسمه فرناندوی سوم (محوطه کلیسای جامع سن فرناندو در فیلیپین)

فرناندوی سوم به عنوان یک پادشاه مناقشه برانگیز کاستیا شروع کرده بود. تا زمان مرگش، او پادشاهی گسترده‌ای را به پسر و وارثش، آلفونسوی دهم تحویل داد. مرزهای ایالت جدید کاستیا که توسط فرناندوی سوم ایجاد شد تا اواخر قرن پانزدهم تقریباً بدون تغییر باقی ماند. زندگی‌نامه‌نویس او، خواهرش با نام «ماریا دل کارمن فرناندز د کاسترو کابزا»، اظهار می‌دارد که فرناندوی در بستر مرگ به پسرش گفت: «تو از دارایی‌هایی نظیر زمین و رعایای خوب، بیشتر از هر پادشاه دیگری در جهان مسیحیت، ثروتمند خواهی بود». 
مرگ فرناندو به ورمی نسبت داده می‌شود که در زمستان ۱۲۵۱ به آن مبتلا شد. مرگ او در ۳۰ مه ۱۲۵۲ اتفاق افتاد و توسط پسرش آلفونسوی دهم در کلیسای جامع سویا به خاک سپرده شد. مراسم خاکسپاری در ۱ ژوئن ۱۲۵۲ و توسط رموندو، اسقف سگویا، در کلیسای جامع برگزار شد.

## خانواده

### ازدواج اول

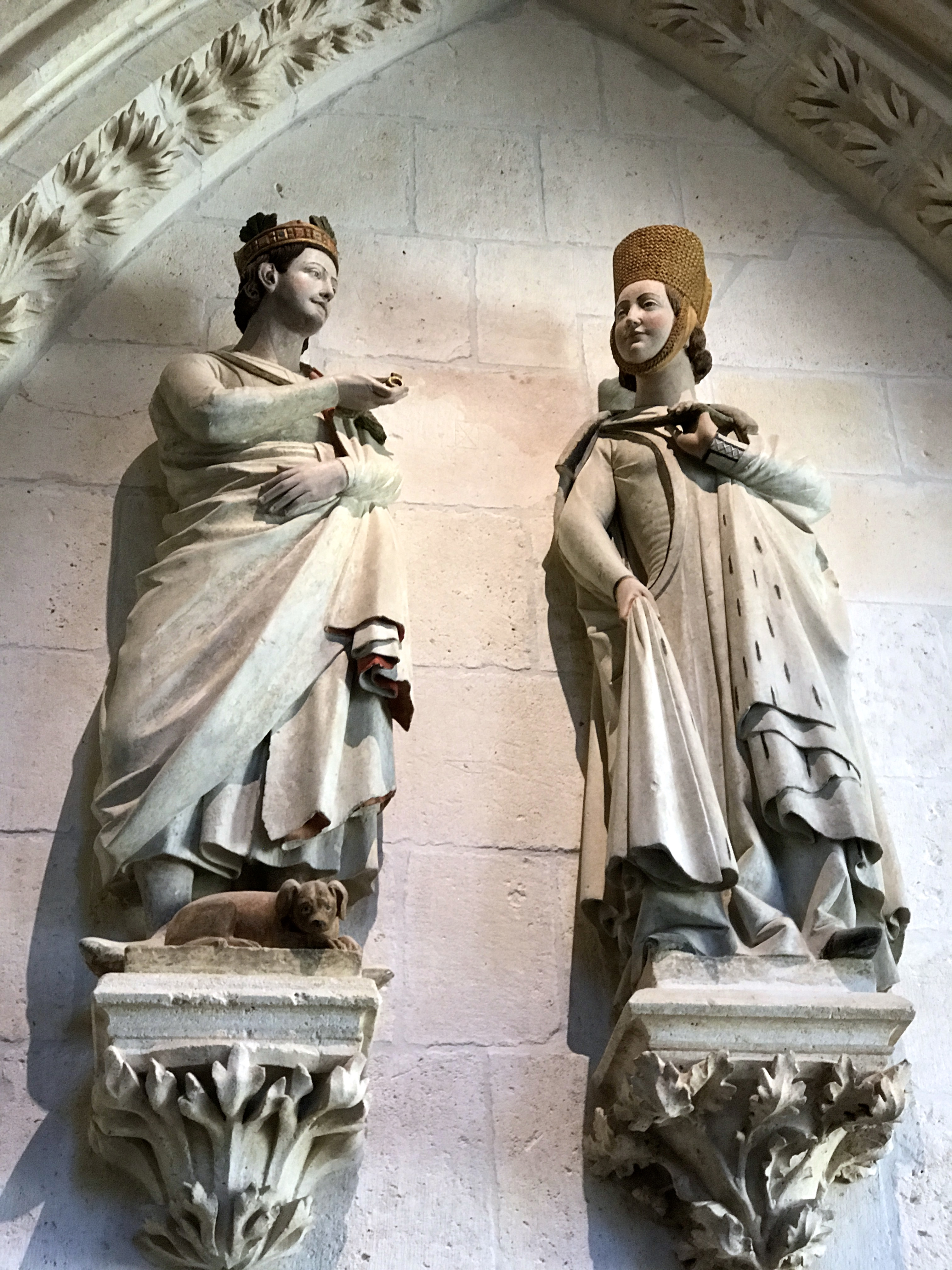
شاه فرناندوی و همسرش بئاتریکس در کلیسای جامع بورگوس به تصویر کشیده شده‌اند

در سال ۱۲۱۹، فرناندو با الیزابتِ شوابن(Elisabeth of Swabia ۱۲۰۳–۱۲۳۵) (با نامگذاری مجدد بئاتریس) ازدواج کرد.   او چهارمین دختر فیلیپ، دوک شوابن، و ایرنه آنجلینا بود.  فرزندان آنها عبارت بودند از:
1. آلفونسوی دهم و (۱۲۲۱–۱۲۸۴)
2. فردریک (۱۲۲۳–۱۲۷۷)
3. فرناندو (۱۲۲۵–۱۲۴۳/۱۲۴۸)
4. النور (متولد ۱۲۲۷)، جوان درگذشت
5. برنگاریا (۱۲۲۸–۱۲۸۸/۸۹)، راهبه در لاس هوئلگاس
6. هنری (۱۲۳۰–۱۳۰۳)
7. فیلیپ (۱۲۳۱–۱۲۷۴)
8. سانچو، اسقف اعظم تولدو و سویل (۱۲۳۳–۱۲۶۱)
9. مانوئل کاستیا (۱۲۳۴–۱۲۸۳)
10. ماریا در نوامبر ۱۲۳۵ در نوزادی درگذشت.

### ازدواج دوم
پس از فوت همسرش، قبل از اوت ۱۲۳۷ با خوآنا، کنتس پونتیو ازدواج کرد.  آنها چهار پسر و یک دختر داشتند:
1. فردیناند (۱۲۳۸–۱۲۶۴/۱۲۶۹)، کنت اومال
2. النور کاستیا، ملکه انگلستان (حدود ۱۲۴۱–۱۲۹۰)، با ادوارد یکم، پادشاه انگلستان ازدواج کرد. [۱۰]
3. لوئی (۱۲۴۳–۱۲۶۹)
4. سیمون (۱۲۴۴) در جوانی درگذشت و در صومعه‌ای در تولدو به خاک سپرده شد
5. جان (۱۲۴۵)، در جوانی درگذشت و در کلیسای جامع کوردوبا به خاک سپرده شد